# Aricia paucipuncta
Aricia paucipuncta är en fjärilsart som beskrevs av Obrztsov 1935. Aricia paucipuncta ingår i släktet Aricia och familjen juvelvingar. Inga underarter finns listade i Catalogue of Life.